# جفاء
الجَفَاء لغةً:
خلاف البِرِّ ونقيض الصِّلة، وأيضًا غلظ الطبع. يقال: جفاه. إذا بعد عنه، وأجفاه: إذا أبعده، وجفوت الرجل أجفوه: أعرضت عنه أو طردته، وهو مأخوذ من جفاء السيل، وهو ما نفاه السيل، وقد يكون مع بغض، وجفا الثوب يجفو: إذا غلظ فهو جاف، ومنه جفاء البدو وهو غلظتهم.
والجَفَاء
اصطلاحًا:
هو الغِلَظ في العِشْرَة، والخُرْق في المعاملة، وترك الرِّفق في الأمور.
.
قال المباركفوري: (الجَفَاء: غِلَظ الطَّبع).
وقال العيني: (الجَفَاء هو: الغِلَظ في الطَّبع لقلَّة مخالطة النَّاس).

## ذكر الجفاء في السُّنة والتحذير منه
روي عن أبي هريرة  أن رسول اللّه ﷺ قال: 
| جفاء | ((الحياء مِن الإيمان، والإيمان في الجنَّة، والبَذَاء مِن الجَفَاء، والجَفَاء في النَّار)). | جفاء |

قال ملا علي القاري: (... ((والبَذَاء)) -بفتح الباء- خلاف الحياء، والنَّاشئ منه الفُحْش في القول، والسُّوء في الخُلُق. مِن الجَفَاء: وهو خلاف البِرِّ الصَّادر منه الوفاء. ((والجَفَاء)). أي: أهله التَّاركون للوفاء، الثَّابتون على غلاظة الطَّبع وقساوة القلب. في النَّار. إمَّا مدَّة أو أبدًا؛ لأنَّه في مقابل الإيمان الكامل أو مطلقه، فصاحبه إمَّا مِن أهل الكفران أو الكفر).
روي عن ابن عباس أن رسول اللّه ﷺ قال: 
| جفاء | ((مَن سكن البادية جَفَا، ومَن اتَّبع الصَّيد غفل، ومَن أتى السُّلطان افتُتِن)). | جفاء |

في هذا الحديث يبيِّن رسول الله ﷺ سببًا مِن أسباب الجَفَاء والغِلْظَة في الطَّبع والمعاملة، وهذا السَّبب هو السُّكنى في البادية والعيش فيها، لما في ذلك مِن بعدٍ عن النَّاس، والبعد عن معاشرتهم التي تولِّد الرِّقة في القلب، والعطف في المعاملة، وكذلك لأنها تؤدي إلى البعد عن مواطن العلم ومجالس الذِّكر.
فالإنسان يكتسب مِن أخلاق غيره بالمعاشرة، وتتروَّض نفسه بحسب مَن حولها، وكلَّما اقترب الإنسان مِن أهل الحاضرة، كلَّما كان أرقَّ أخلاقًا وألطف طبعًا، وأحسن معاملة لمن حوله، والعكس بالعكس، قال السيوطي: (... ((مَن سكن البادية جَفَا)). أي: غَلُظ طبعه، وصار جافيًا بعد لطف الأخلاق؛ لفقد مَن يروِّضه ويؤدِّبه).
وقال المباركفوري: (وهو الغالب على سكَّان البوادي؛ لبعدهم عن أهل العلم، وقلَّة اختلاطهم بالنَّاس، فصارت طباعهم كطباع الوحوش ...).
روي عن أبي مسعود أن رسول اللّه ﷺ قال: 
| جفاء | ((الإيمان هاهنا- وأشار بيده إلى اليمن- والجَفاء وغِلَظ القلوب في الفدَّادين عند أصول أذناب الإبل، حيث يطلع قَرْن الشَّيطان في ربيعة ومضر)). | جفاء |

قال ملا علي القاري: (... ((والجَفاء)) -بالمدِّ- ضدُّ الوفاء... والأظهر أنَّ المراد به هاهنا غِلَظ الألسنة، بقرينة قوله: ((وغِلَظ القلوب في الفدَّادين أهل الوبر)). بيان للفدَّادين، ويُرَاد بأهل الوبر: الأعراب أو سكَّان الصَّحاري، وإنَّما ذمَّهم؛ لبعدهم عن المدن والقرى، الموجب لقلَّة العلم الحاصل به حسن الأخلاق لهم، وسائر علوم الشَّريعة...).
وقال المناوي: (ويحتمل أنَّ المراد بالجَفاء أنَّ القلب لا يميل لموعظة، ولا يخشع لتذكرة، والمراد بالغِلَظ: أنَّها لا تفهم المراد، ولا تعقل المعنى)

## أشكال وصور الجفاء
1- جفاء الإنسان ربَّه:
وذلك يكون بعدم ذكره وقساوة قلبه. قال تعالى: ((فويل للقاسية قلوبهم من ذكر الله)) [الزمر:22]. وقال أيضًا: ((ألم يأن للذين آمنوا أن تخشع قلوبهم لذكر الله وما نزل من الحق)) [الحديد:16]، (فلا جَفَاء أعظم ممَّن صبر عن معبوده وإلهه ومولاه، الذي لا مولى له سواه، ولا حياة له ولا صلاح ولا نعيم إلَّا بمحبَّته والقرب منه، وإيثار مرضاته على كلِّ شيء، فأيُّ جفاء أعظم مِن الصَّبر عنه).
2- جفاء النبي ﷺ:
وله مظاهر متعددة، منها: البعد عن سنته، والعدول عن سيرته، ونزع هيبة كلامه، وعدم الصلاة عليه عند ذكره، قال تعالى: ((يَا أَيُّهَا الَّذِينَ آمَنُوا لا تَرْفَعُوا أَصْوَاتَكُمْ فَوْقَ صَوْتِ النَّبِيِّ وَلا تَجْهَرُوا لَهُ بِالْقَوْلِ كَجَهْرِ بَعْضِكُمْ لِبَعْضٍ)) [الحجرات:2] 
3- جفاء الوالدين:
بالتَّأفُّف وغِلَظ القول لهما، أو قطعهما ونحوه.
قال طاووس بن كيسان اليماني: (مِن الجَفَاء أن يدعو الرَّجل والده باسمه).
4- جفاء الرَّجل زوجته وأولاده:

يقول ابن سعدي: (وكذلك رحمة الأطفال الصِّغار، والرِّقَّة عليهم، وإدخال السُّرور عليهم مِن الرَّحمة، وأمَّا عدم المبالاة بهم، وعدم الرِّقَّة عليهم، فمِن الجَفَاء والغِلْظَة والقسوة، كما قال بعض جُفاة الأعراب حين رأى النَّبي ﷺ وأصحابه يقبِّلون أولادهم الصِّغار، فقال ذلك الأعرابي: إنَّ لي عشرة مِن الولد ما قبَّلت واحدًا منهم، 
5- جفاء الصَّديق:
قال رسول الله ﷺ: «لا يحل لمسلم أن يهجر أخاه فوق ثلاث، فمن هجر فمات دخل النار». وعن أبي خراش السلمي  ـ أنه سمع رسول الله ﷺ يقول: 
6- الجَفاء الشَّديد مع النَّاس في معاملتهم والحديث معهم:
والأدهى مِن ذلك والأَمَرُّ: جفوة المنتسبين إلى الدِّين عمومًا، والدُّعاة إلى الله خصوصًا، فإنَّ بعضهم يظنُّ أنَّ هذه الجفوة مِن الدِّين، وأنَّها تكسو الدَّاعية وقارًا، وتعطيه هيبة، وقد أخطأ، بل إنَّ لها أثرًا سيئًا وتأتي بخلاف المقصود، فهي تنفِّر النَّاس عن دين الله، وتصدُّهم عن معرفته، وتباعدهم عن سبيله، ويكون هو ذاته سببًا في ذلك، لذا امتنَّ الله على رسوله ﷺ أن جعله رقيق الطَّبع، طيِّب القلب، ولم يجعله فظًّا ولا غليظًا، قال تعالى: ((فَبِمَا رَحْمَةٍ مِّنَ اللّهِ لِنتَ لَهُمْ وَلَوْ كُنتَ فَظًّا غَلِيظَ الْقَلْبِ لاَنفَضُّواْ مِنْ حَوْلِكَ)) [آل عمران: 159].

7- جفاء القرآن: 

## أسباب الوقوع في الجَفَاء
1- ضعف الإيمان وقلَّة العلم، لذا كان أهل البداوة أكثر النَّاس جفاءً.
قال المباركفوري: قَوْلُهُ ﷺ: ((مَنْ سَكَنَ الْبَادِيَةَ جَفَا)) أَيْ: جَهِلَ، قَالَ تَعَالَى: (( الْأَعْرَابُ أَشَدُّ كُفْرًا وَنِفَاقًا وَأَجْدَرُ أَنْ لَا يَعْلَمُوا حُدُودَ مَا أَنْزَلَ اللَّهُ عَلَى رَسُولِهِ))-سورة التوبة 97-.
قَالَ الْقَاضِي: جَفَا الرَّجُلُ إِذَا غَلُظَ قَلْبُهُ وَقَسَا وَلَمْ يَرِقَّ لِبِرٍّ وَصِلَةِ رَحِمٍ وَهُوَ الْغَالِبُ عَلَى سُكَّانِ الْبَوَادِي لِبُعْدِهِمْ عَنْ أَهْلِ الْعِلْمِ وَقِلَّةِ اِخْتِلَاطِهِمْ بِالنَّاسِ.
2- تزيين الشَّيطان:
قال تعالى: ﴿وَقُلْ لِعِبَادِي يَقُولُوا الَّتِي هِيَ أَحْسَنُ إِنَّ الشَّيْطَانَ يَنْزَغُ بَيْنَهُمْ إِنَّ الشَّيْطَانَ كَانَ لِلْإِنْسَانِ عَدُوًّا مُبِينًا ۝٥٣﴾ [الإسراء: 53]
3- الحسد قد يولِّد الجَفَاء بين الناس، ويوسِّع النُّفْرَة بينهما؛ لأنَّه: (إذا شاع الحسد بين النَّاس، وحسد بعضهم بعضًا زال الخير عنهم، وحلَّ الجَفَاء، واشتعلت نار الفتنة، وعمَّتهم المصيبة والمحنة).
4- البعد عن المنهج الصَّحيح في معاملة الآخرين:
فمن سبل الشيطان استغلال عدم معرفة المرء بكيفية معاملته لباقي الناس، قال تعالى: ﴿وَقُلْ لِعِبَادِي يَقُولُوا الَّتِي هِيَ أَحْسَنُ إِنَّ الشَّيْطَانَ يَنْزَغُ بَيْنَهُمْ إِنَّ الشَّيْطَانَ كَانَ لِلْإِنْسَانِ عَدُوًّا مُبِينًا ۝٥٣﴾ [الإسراء: 53].
5- ترك النُّصح والتَّوجيه لمن اتَّصف بهذه الصِّفة، والمعاتبة بالحسنى حتى يرعوي، قال أبو حاتم البستي: (إنَّ مِن أعظم الجَفَاء ترك العتاب).
6- أثر البيئة والتنشئة في الصغر على نمو هذه الصفة:

## آثار التخلق بخلق الجفاء على الفرد والمجتمع
1. التَّنافر بين النَّاس.
2. تقطُّع أواصر المودَّة والمحبَّة، خاصَّة مع الأهل والأقرباء.
3. كثرة حدوث المشكلات.
4. الحرمان من معونة الناس عند نزول الشدائد
5. الجافي متوعَّد بالعقوبة الأخرويَّة بالعذاب في النَّار.
6. تفكك الأسر، وكثرة حدوث المشكلات الزوجية والطلاق.
7. فقدان الصَّديق.[22]

## طرق التخلص من الجفاء
تكمن الوسائل المعينة على ترك الجفاء بالبعد عن أسبابه التي يسببها، فمنها:
1. زيادة الإيمان والتحصيل العلمي الشرعي.
2. الاختلاط بالنَّاس والصَّبر على أذاهم سببٌ آخر لترك هذا الخُلُق، فعَنِ ابْنِ عُمَرَ ، قَالَ: قَالَ رَسُولُ اللَّهِ ﷺ: ( الْمُؤْمِنُ الَّذِي يُخَالِطُ النَّاسَ، وَيَصْبِرُ عَلَى أَذَاهُمْ، أَعْظَمُ أَجْرًا مِنَ الْمُؤْمِنِ الَّذِي لَا يُخَالِطُ النَّاسَ، وَلَا يَصْبِرُ عَلَى أَذَاهُمْ ).[23]

1. نصح الأخ لأخيه. وعتابه عليه.
2. معرفة عقوبة الجفاء في الدنيا والآخرة.
3. الصبر على جفاء الإخوان ولا يقابلهم بالمثل، قال أبو حاتم البستي: (العاقل يتفقَّد ترك الجَفاء مع الإخوان، ويراعي محوها إن بدت منه، ولا يجب أن يستضعف الجفوة اليسيرة؛ لأنَّ مَن استصغر الصَّغير يوشك أن يجمع إليه صغيرًا، فإذا الصَّغير كبير، بل يبلغ مجهوده في محوها).[24]

## أقوال وحِكَم في الجَفَاء
- قال مالك بن أنس: (ما قلَّت الآثار في قوم إلَّا كَثُرَت فيهم الأهواء، وإذا قلَّت العلماء ظهر في النَّاس الجَفَاء).
- وقال سفيان الثوري: (إيَّاك ومجالسة أهل الجَفَاء، ولا تصحب إلَّا مؤمنًا، ولا يأكل طعامك إلَّا تقيٌّ، ولا تصاحب الفاجر ولا تجالسه).
- عن طاووس قال: (مِن السُّنَّة أن يُوقَّر أربعة: العالم، وذو الشَّيبة، والسُّلطان، والوالد، ومِن الجَفَاء أن يدعو الرَّجل والده باسمه).
- وعن محمَّد بن إسحاق السَّرَّاج، قال: (كتب إليَّ ابن أبي الدُّنيا مِن بغداد: يا أخي! عزيزٌ عليَّ جفاء مثلك، وما أنت إلَّا كما قيل:
- وقال يحيى بن معاذ: (حقيقة المحبَّة لا يزيدها البرُّ، ولا ينقصها الجَفاء).

## الصبر على الجفاء
قال ابن حزم الأندلسي: (الصَّبر على الجَفَاء ينقسم ثلاثة أقسام:
1. فصبر عمَّن يقدر عليك، ولا تقدر عليه.
2. وصبر عمَّن تقدر عليه، ولا يقدر عليك.
3. وصبر عمَّن لا تقدر عليه، ولا يقدر عليك.

فالأوَّل ذلٌّ ومهانة، وليس مِن الفضائل، والرأي لمن خشي ما هو أشدُّ ممَّا يصبر عليه المتاركة والمباعدة.
والثَّاني فضلٌ وبِرٌّ، وهو الحِلْم على الحقيقة، وهو الذي يوصف به الفضلاء،
والثَّالث ينقسم قسمين:
1. إمَّا أن يكون الجَفَاء ممَّن لم يقع منه إلَّا على سبيل الغلط، ويعلم قبح ما أتى به، ويندم عليه، فالصَّبر عليه فضل وفرض، وهو حِلْم على الحقيقة.
2. وأمَّا مَن كان لا يدري مقدار نفسه، ويظنُّ أنَّ لها حقًّا يستطيل به، فلا يندم على ما سلف منه، فالصَّبر عليه ذلٌّ للصَّابر، وإفساد للمصبور عليه؛ لأنَّه يزيد استشراءً، والمقارضة له سخف، والصَّواب إعلامه بأنَّه كان ممكنًا أن ينتصر منه، وإنَّه إنَّما ترك ذلك استرذالًا له فقط، وصيانة عن مراجعته، ولا يُزاد على ذلك، وأمَّا جفاء السِّفْلة فليس جزاؤه إلَّا النَّكال وحده).[30]